# Kine Ludvigsen
Kine Therese Ludvigsen Fossheim (Hamar, 21 luglio 1982) è una cantante norvegese.

## Biografia
Kine Ludvigsen è salita alla ribalta da bambina con la canzone Sarajevo, un inno alla pace realizzato durante l'assedio della capitale bosniaca iniziato nel 1992. Due anni dopo la canzone è stata utilizzata anche come inno per i XVII Giochi olimpici invernali, che si sono tenuti in Norvegia, a Lillehammer.
Nel 2000 la cantante ha partecipato al Melodi Grand Prix, il programma di selezione del rappresentante norvegese per l'Eurovision Song Contest, dove si è piazzata al 5º posto nella finale con il suo inedito Wings of Love.
Nel 2004 ha presentato un nuovo sound più orientato verso l'hip hop e la musica urban con il suo sesto album in studio, Free. Il singolo apripista, Hit the Floor, ha raggiunto la 13ª posizione nella classifica norvegese.

## Discografia

### Album in studio
- 1991 – Kine 1
- 1993 – Kine 2
- 1993 – Min julesang
- 1995 – Tanker jeg tenker
- 1997 – Barndomsminner
- 2004 – Free

### Singoli
- 1992 – Sarajevo
- 2000 – Wings of Love
- 2001 – C'mon, C'mon
- 2004 – Hit the Floor
- 2004 – In the Air Tonight
- 2004 – Sweet Tasty Honey
- 2013 – Daydreaming
- 2014 – Sol! (con lo Schow Trio)
- 2016 – Home Again
- 2019 – Beautiful Day
- 2020 – Call Upon His Name